# Allison T40
Der Allison T40 war ein Turboprop-Motor, der von Allison in den späten 1940er und frühen 1950er Jahren entwickelt wurde.

## Entwurf
Der T40 wurde 1944 von Allison als 4000 Shp Turboprop mit zwei gekoppelten T38s entworfen. Die Tests des T40 begannen 1948, aber der T40 selbst litt unter Getriebeproblemen, und dieser Fehler führte zu den Abstürzen des ersten Convair XP5Y-Prototyps und des ersten Douglas XA2D Skyshark-Prototyps.

## Varianten
Modell 500
Firmenbezeichnung für den T40
Modell 503
Firmenbezeichnung für den T44
XT40-A-1
XT40-A-2
T40-A-4
XT40-A-5
XT40-A-6
XT40-A-10
YT40-A-14
T40-A-20
T40-A-22
T44